# Liste der Torschützenkönige der Veikkausliiga

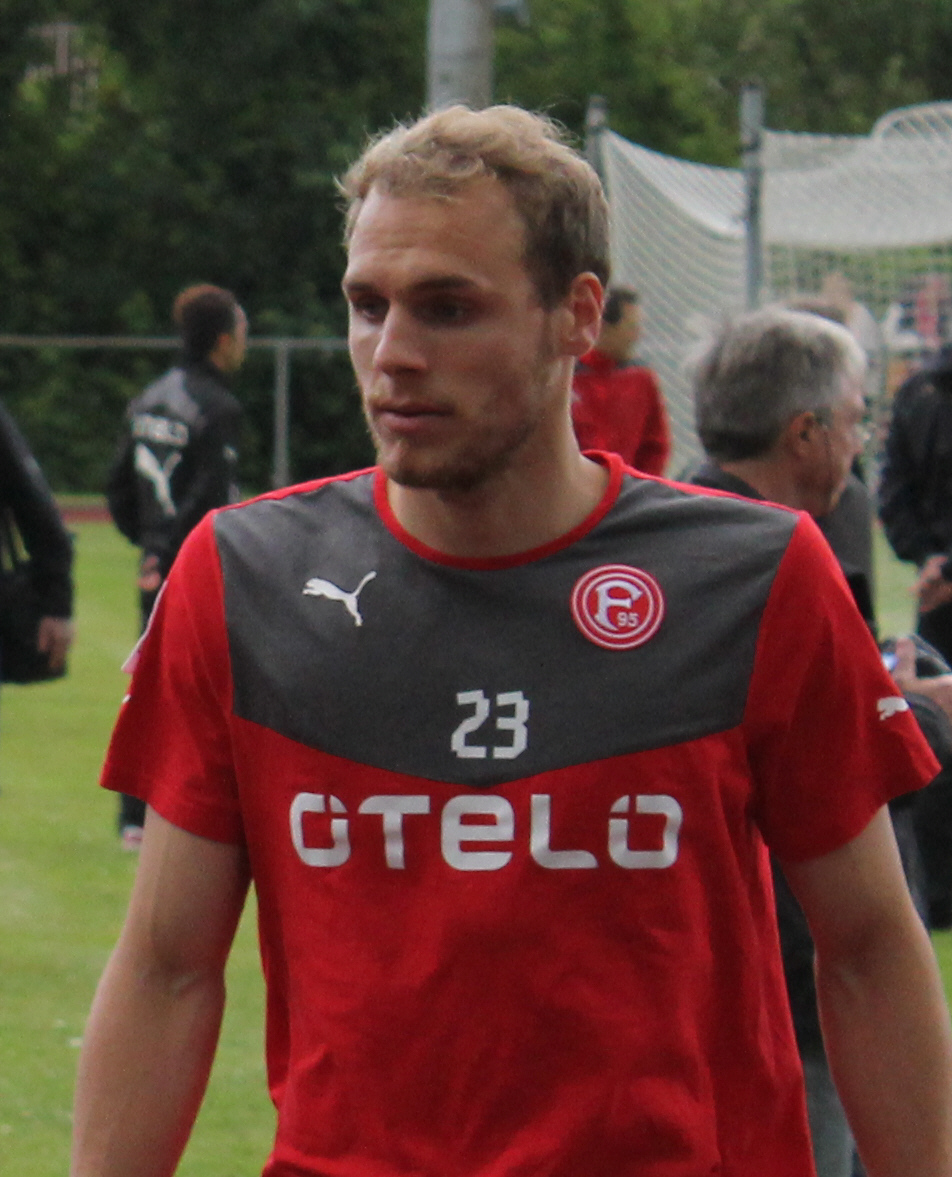
Timo Furuholm, Torschützenkönig der Saison 2011

Diese Liste führt alle Torschützenkönige der Veikkausliiga seit deren Gründung zur Saison 1990 auf. Im weiteren Teil werden die erfolgreichsten Spieler und erfolgreichsten Vereine genannt. Torschützenkönig wird derjenige Spieler, der im Verlauf einer Saison die meisten Tore erzielt.
In den 33 vergangenen Spielzeiten wurden insgesamt 29 verschiedene Spieler Torschützenkönig der Veikkausliiga. Rekord-Torschützenkönige mit jeweils 23 Toren sind Kimmo Tarkkio und Valeri Popovitch aus der Saison 1991 bzw. 1999. Der älteste Torschützenkönig war Ariel Ngueukam mit 33 Jahren, während Rafael und Antti Sumiala mit jeweils 19 Jahren die jüngsten waren. Elfmal stammte der Torschützenkönig der Veikkausliiga aus der Meistermannschaft.

## Liste der Torschützenkönige

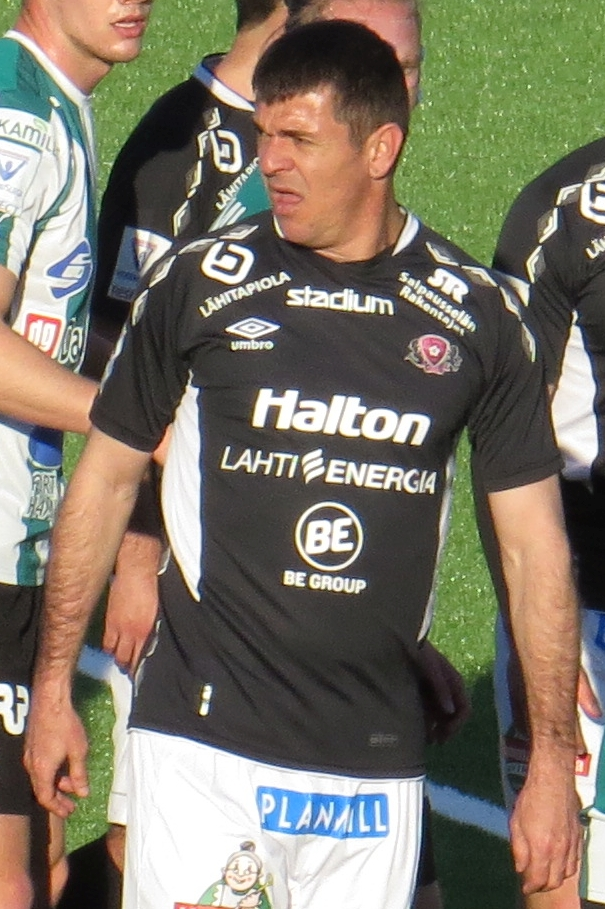
Rafael (Torschützenkönig 1997 und 2007)

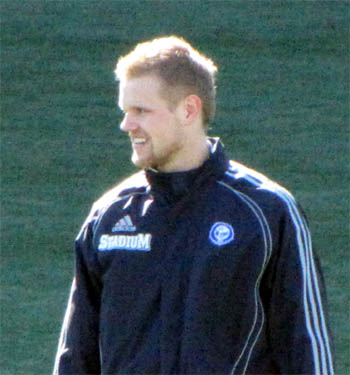
Juho Mäkelä (Torschützenkönig 2005 und 2010)

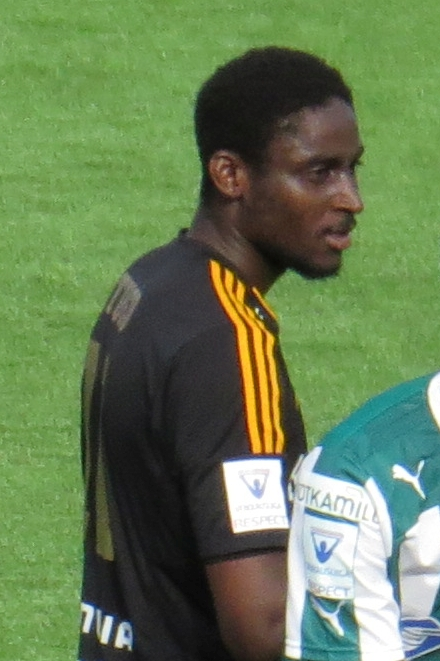
Ariel Ngueukam, ältester Torschützenkönig

- Name: Fett geschriebene Spielernamen kennzeichnen Spieler, die noch in der Veikkausliiga aktiv sind, kursiv geschrieben sind weitere noch aktive Spieler
- Alter: Stichtag ist jeweils der 31. Dezember

Farblegende am unteren Ende der Tabelle
| Saison                                      | Spieler              | Verein                 | Tore | Alter |
| ------------------------------------------- | -------------------- | ---------------------- | ---- | ----- |
| 1990                                        | Marek Czakon         | Ilves Tampere          | 16   | 27    |
| 1991                                        | Kimmo Tarkkio        | HJK Helsinki           | 23   | 25    |
| 1992                                        | Luiz Antônio         | FC Jazz Pori           | 21   | 22    |
| 1993                                        | Antti Sumiala        | FC Jazz Pori           | 20   | 19    |
| 1994                                        | Dionísio             | Tampereen Pallo-Veikot | 17   | 24    |
| 1995                                        | Valeri Popovitch     | Haka Valkeakoski       | 21   | 25    |
| 1996                                        | Luiz Antônio         | FC Jazz Pori           | 17   | 26    |
| 1997                                        | Rafael               | HJK Helsinki           | 11   | 19    |
| 1998                                        | Matti Hiukka         | Rovaniemi PS           | 11   | 23    |
| 1999                                        | Valeri Popovitch     | Haka Valkeakoski       | 23   | 29    |
| 2000                                        | Shefki Kuqi          | FC Jokerit             | 19   | 24    |
| 2001                                        | Paulus Roiha         | HJK Helsinki           | 22   | 21    |
| 2002                                        | Mika Kottila         | HJK Helsinki           | 18   | 28    |
| 2003                                        | Saku Puhakainen      | Myllykosken Pallo -47  | 14   | 28    |
| 2004                                        | Antti Pohja          | Tampere United         | 16   | 27    |
| 2005                                        | Juho Mäkelä          | HJK Helsinki           | 16   | 22    |
| 2006                                        | Hermanni Vuorinen    | FC Honka Espoo         | 16   | 21    |
| 2007                                        | Rafael               | FC Lahti               | 14   | 29    |
| 2008                                        | Aleksandr Kokko      | FC Honka Espoo         | 13   | 21    |
| 2008                                        | Henri Myntti         | Tampere United         | 13   | 26    |
| 2009                                        | Hermanni Vuorinen    | FC Honka Espoo         | 16   | 24    |
| 2010                                        | Juho Mäkelä          | HJK Helsinki           | 16   | 27    |
| 2011                                        | Timo Furuholm        | Inter Turku            | 22   | 24    |
| 2012                                        | Irakli Sirbiladse    | Inter Turku            | 17   | 30    |
| 2013                                        | Tim Väyrynen         | FC Honka Espoo         | 17   | 20    |
| 2014                                        | Jonas Emet           | FF Jaro                | 14   | 26    |
| 2014                                        | Luis Solignac        | IFK Mariehamn          | 14   | 23    |
| 2015                                        | Aleksandr Kokko      | Rovaniemi PS           | 17   | 28    |
| 2016                                        | Roope Riski          | Seinäjoen JK           | 17   | 25    |
| 2017                                        | Aleksei Kangaskolkka | IFK Mariehamn          | 16   | 29    |
| 2018                                        | Klauss               | HJK Helsinki           | 21   | 20    |
| 2019                                        | Filip Valenčič       | Inter Turku            | 17   | 27    |
| 2020                                        | Roope Riski          | HJK Helsinki           | 16   | 29    |
| 2021                                        | Ariel Ngueukam       | Seinäjoen JK           | 14   | 33    |
| 2021                                        | Benjamin Källman     | Inter Turku            | 14   | 23    |
| 2022                                        | Lee Erwin            | Haka Valkeakoski       | 17   | 28    |
| 2023                                        | Bojan Radulović      | HJK Helsinki           | 18   | 23    |
| 2024                                        | Ashley Coffey        | AC Oulu                | 12   | 23    |
| 2024                                        | Jaime Moreno         | Seinäjoen JK           | 12   | 27    |
| Farblegende: Finnischer Meister Rekordmarke |                      |                        |      |       |

### Ranglisten
| Rang | Spieler             | Titel | Jahre      |
| ---- | ------------------- | ----- | ---------- |
| 1    | Luiz Antônio        | 2     | 1992, 1996 |
|      | Aleksandr Kokko     | 2     | 2008, 2015 |
|      | Juho Mäkelä         | 2     | 2005, 2010 |
|      | Valeri Popovitch    | 2     | 1995, 1999 |
|      | Rafael Pires Vieira | 2     | 1997, 2007 |
|      | Roope Riski         | 2     | 2016, 2020 |
|      | Hermanni Vuorinen   | 2     | 2006, 2009 |

| Rang | Verein           | Titel |
| ---- | ---------------- | ----- |
| 1    | HJK Helsinki     | 9     |
| 2    | FC Honka Espoo   | 4     |
|      | Inter Turku      | 4     |
| 4    | FC Jazz Pori     | 3     |
|      | Haka Valkeakoski | 3     |
|      | Seinäjoen JK     | 3     |
| 7    | IFK Mariehamn    | 2     |
|      | Rovaniemi PS     | 2     |
|      | Tampere United   | 2     |

| Rang | Land        | Titel |
| ---- | ----------- | ----- |
| 1    | Finnland    | 21    |
| 2    | Brasilien   | 6     |
| 3    | Russland    | 2     |
| 4    | Argentinien | 1     |
|      | Georgien    | 1     |
|      | England     | 1     |
|      | Kamerun     | 1     |
|      | Polen       | 1     |
|      | Schottland  | 1     |
|      | Serbien     | 1     |
|      | Slowenien   | 1     |
|      | Venezuela   | 1     |